# Negele Boran
Negele Boran (ili Neghele) je grad na jugu Etiopije, u Regiji Oromija u Zoni Guji. Negele Arsi je udaljen oko 578 km jugoistočno od glavnog grada Adis Abebe, te oko 527 km jugoistočno od regionalnog središta Adame. Negele Boran leži na nadmorskoj visini od 1,475, upravno središte je središte worede Liben.
 
Negele Boran ima Zračnu luku (ICAO kod HANG, IATA kod EGL) i veliku vojnu bazu etiopske vojske. 

## Povijest
Negele Boran je novo naselje, osnovan je tek na početku 20. stoljeća, kao najisturenije amharsko granično naselje s utvrdama i palisadama, prema Somaliji.
Na početku Drugog talijansko-abesinskog rata od 4. listopada 1935., Negele Boran je bio vojničko uporište rasa Desta Damteja. 
Talijani su grad podvrgnuli žestokom bombardiranju. Nakon pobjede kod u bitci kod rijeke Ganale Doria talijanska vojska pod zapovjedištvom generala Rodolfa Grazianija zauzela je grad. Talijani su za potrebe svoje vojske i kolonijalne uprave podigli brojne zgrade. Grad su oslobodile britanske jedinice 27. ožujka 1941.
Norveški Luterani otvorili su svoju misiju u Negeleu 1949. godine. Oni 
su svoju aktivnost isprva usmjerili na utemeljenje bolnice u jednoj od napuštenih zgrada koje su podigli Talijani za svoju vojsku, njihova bolnica djelovala je sve do 1956., tad ju je preuzelo Etiopsko ministarstvo za javno zdravstvo. 
Za vrijeme Ogadenskog rata, somalska vojska pokušala je zauzeti Negele Boran tijekom kolovoza 1977., ali se lokalni garnizon etiopske vojske uspješno othrvao svih napadima i uspješno obranio grad.

## Stanovništvo
Prema podacima Središnje statističke agencije Etiopije -(CSA) za 2005. grad Negele Boran imao je 42,958 stanovnika, od toga 22,193 muškaraca i 20,765 žena.